# John F. Utley
John F. Utley, né en 1944, est un botaniste américain, qui a décrit plus de cinquante espèces de plantes, souvent aux côtés de Kathleen Burt-Utley, principalement des Begonias. Il est membre de l'University of South Florida.

## Publications
- (en) Burt-Utley et Utley, « New species and notes on Begonia (Begoniaceae) from Mexico and Central America », Phytoneuron,‎ 2012 (ISSN 2153-733X, lire en ligne, consulté le 5 novembre 2020)